# Jean Grossgasteiger
Jean Grossgasteiger (Napoli, 8 giugno 1821 – Madrid, XIX secolo) è stato un pittore e acquarellista austriaco.

## Biografia
Il pittore austriaco Jean Grossgasteiger ( o Giovanni Antonio) era nato nel quartiere napoletano di Montecalvario, da Leone Grossgasteiger, di origini tirolesi e da Maria Anna (Dittli) Grossgasteiger e risulta attivo, a Napoli e dintorni, a partire dall'anno 1837. Poiché a Napoli, nel 1845, risulta anche un orologiaio che si chiamava Nicola Grossgasteiger, con bottega in vico Birri n. 2, a Toledo, è possibile che fosse un parente di Jean Grossgasteiger.
Frequentò dal 1837 al 1841 il Reale Istituto di Belle Arti di Napoli e seguì gli insegnamenti del pittore olandese Anton Sminck van Pitloo. Nei documenti dell'Istituto è nominato come Giovanni Grossgasteiger, quindi con nome italianizzato. Alla mostra "Borbonica" del 1841, in qualità di allievo dell'Istituto presentò Veduta di Vietri. Tornò ad esporre in successive mostre "Borboniche", ma non più come allievo: nel 1845 era presente con Veduta di Ischia, nel 1851 con Veduta del Lago di Agnano e nel 1855 con Villa Paliani-Colonna a Capodimonte. Nel 1862 si trovava a Madrid e lì figurò alla "Exposicion Nacional de Bellas Artes di Madrid", con il disegno Dintorni di Madrid e con due altre opere: Biarritz e Capri. Negli anni successivi tornò a dipingere vedute e scorci napoletani, segno che rimase sempre legato agli ambienti e ai panorami della sua giovinezza.
Dipinse nel 1861 la Tomba di Etienne Janus Girard sulla costa, con lo sfondo del Vesuvio. Girard era un paesaggista francese, suo coetaneo (St-Alban (Savoia), 28 dicembre 1820-Napoli, 4 settembre 1849) e probabilmente egli l'aveva conosciuto e forse era stato suo compagno di studi.
Jean Grossgasteiger era attento alle innovazioni della moderna tecnologia: in un suo olio del 1894 che rappresenta la costa napoletana, con Capri sullo sfondo (Ansicht von Neapel mit Blick auf Capri), si vede il passaggio di un treno. È stato pubblicato un suo disegno di uno stabilimento della fabbrica tessile Schlaepfer Wenner & C. che già nel 1837 dava lavoro a 200 operai a Salerno, a 1.400 a Nocera Inferiore e a 1.000 ad Angri.
Realizzava dipinti ad olio su tela, di medie o di piccole dimensioni, con panorami ampi e ariosi, sempre indugiando sui particolari minuti. Le sue opere pittoriche sono rare: Napoli da Marechiaro e Veduta di Salerno dal Torrione, di cui si conosce unicamente l'immagine che è riprodotta in litografia.
Interessanti sono gli acquarelli, nei toni variati del grigio o della seppia, ideati per riprodurre l'atmosfera di una fotografia, con delicate sovrapposizioni di tinte. Era sempre efficace nel chiaroscuro e nei rialzi a biacca, come in Arco naturale di Capri con lo sfondo di Punta Campanella e in Veduta di Capri dalla strada per la villa di Tiberio. Nelle vedute notturne i suoi rialzi a biacca servivano ad evidenziare i punti illuminati dal raggio della luna e la luce tremolante delle lampare a mare. Aveva poco interesse per la figura e la presenza umana era da lui rappresentata raramente e con pochi tratti essenziali, ben lungi dalla tradizione della scuola di Posillipo.

### Opere in musei
Il Musée d'Art et d'Histoire di Neuchâtel possiede Golfo di Bagnoli, e Golfo di Pozzuoli.

### Altre opere
- Il campanile di Sant'Antonio a Posillipo, 1845, acquarello, 41x37 cm
- Ischia, Blick uber die Dacher von Gran Sentinella zum Hafen, im Hintergrund der Vesuv, 1847, disegno
- Coastal town on the Mediterranean, 1852, acquarello
- Ansichten aus Kampanien, 1853
- Costa sorrentina con il Vesuvio, acquarello, 1853, 21,5x29,4 cm
- Villa a Roccaromana a Posillipo, acquarello, 1855, 21,7x28,3 cm
- Neapolitanische Gartenlaube mit Blick auf den Vesuv, 1856
- Veduta di punta Tragara a Capri, 1856
- Napoli con Ischia vista alla distanza, 1857, acquarello
- Napoli dalla collina di Posillipo, 1857, olio su tela, 30x45 cm
- Tomba di Etienne Janus Girard, 1861, olio su tela
- Blick auf einen Neapolitanischen Weg, 1875, olio su tela
- Felsküste auf Capri, 1892
- Ansicht von Neapel mit Blick auf Capri, 1894, olio su tela
- Golfo di Napoli, 1897, olio su tela
- Villa sulla costa sud d'Italia, olio su tela
- Villa a Roccaromana a Posillipo, acquarello, 41×58 cm
- Vico Equense allo Scraio, acquarello, 41×58 cm
- Villen an der süditalienischen Küste
- Im Hintergrund die Insel Capri
- Blick auf einen Neapolitanischen weg, olio su tela
- Napoli, Capo Posillipo con Ischia sullo sfondo, olio su tela